# (3541) Graham
(3541) Graham (1984 ML) – planetoida z pasa głównego asteroid okrążająca Słońce w ciągu 3,86 lat w średniej odległości 2,46 j.a. Została odkryta w Obserwatorium Perth 18 czerwca 1984 roku.